# 南邸山内家
南邸山内家は、土佐山内氏の庶流にあたる武家・士族・華族だった家。江戸時代後期に土佐藩の一門家臣家として発し、維新後には士族を経て華族の男爵家に列した。

## 歴史
江戸時代後期の土佐藩主山内豊策の四男山内豊著を祖とする。幕末に土佐藩主となった山内豊信（容堂）は豊著の長男であり、南邸山内家は容堂の実弟豊績が継いだ。禄高は1500石、終身禄500石。
維新後に豊績は士族に列し、明治11年（1878年）から明治15年までは海南学校の総宰を務めた。明治22年に山内豊景侯爵とその後見人である三条実美公爵の連署による豊績の叙爵請願が提出された。豊績の幕末維新期の功績を列挙するとともに所有財産が列挙されており、それによれば豊績は公債証書2万円、第37国立銀行株34株などを所有している。この請願に対する同年2月28日付けの「爵位局より宮内大臣へ伺」によれば、豊績と島津珍彦（重富島津家）の授爵をめぐって、旧大名一門士族の叙爵は3つの要件（1.華族戸主の血族の親、2.維新前後功労ありしもの、3.華族の資格を維持するに足る財産あるもの）を満たしていた場合のみ叙爵するという方針を立て、豊積と珍彦については3つとも該当するので男爵を授けられるべきと結論されたという。宮内省より上奏を受けた明治天皇の裁可を得て、同年3月2日付けで豊績は華族の男爵に叙せられた。
その息子の2代男爵山内豊政は、陸軍軍人を経て貴族院の男爵議員に当選して務めた。彼の代に南邸山内男爵家の住居は東京市大森区田園調布にあった。

## 歴代当主
1. 山内豊著 - 山内豊策四男
2. 山内豊績 - 男爵。
3. 山内豊政 - 男爵。貴族院議員。
4. 山内秀夫
5. 山内拓男